# 157 a. C.
El año 157 a. C. fue un año del calendario romano prejuliano. En el Imperio romano, fue conocido como el año 597 Ab Urbe condita.

## Acontecimientos
- Los cartagineses, impedidos por su tratado con Roma de establecer una resistencia armada, pero igualmente con la garantía contra cualquier pérdida de territorio, apelan a Roma contra las depredaciones del rey Masinisa de Numidia. El censor romano Marco Porcio Catón encabeza una comisión que arbitra una tregua entre Cartago y su anterior aliado, Masinisa.
- Durante su época en Cartago, Catón queda tan sorprendido por la evidencia de la prosperidad cartaginesa que está convencido de que la seguridad de Roma depende ahora de la aniquilación de Cartago. Desde entonces en adelante, Catón repite una y otra vez el grito de "Ceterum censeo Carthaginem esse delendam" ("Más aún, yo aconsejo que Cartago debe ser destruida") al final de todos sus discursos, con independencia del tema que estuviera tratando.